# 京成金町線

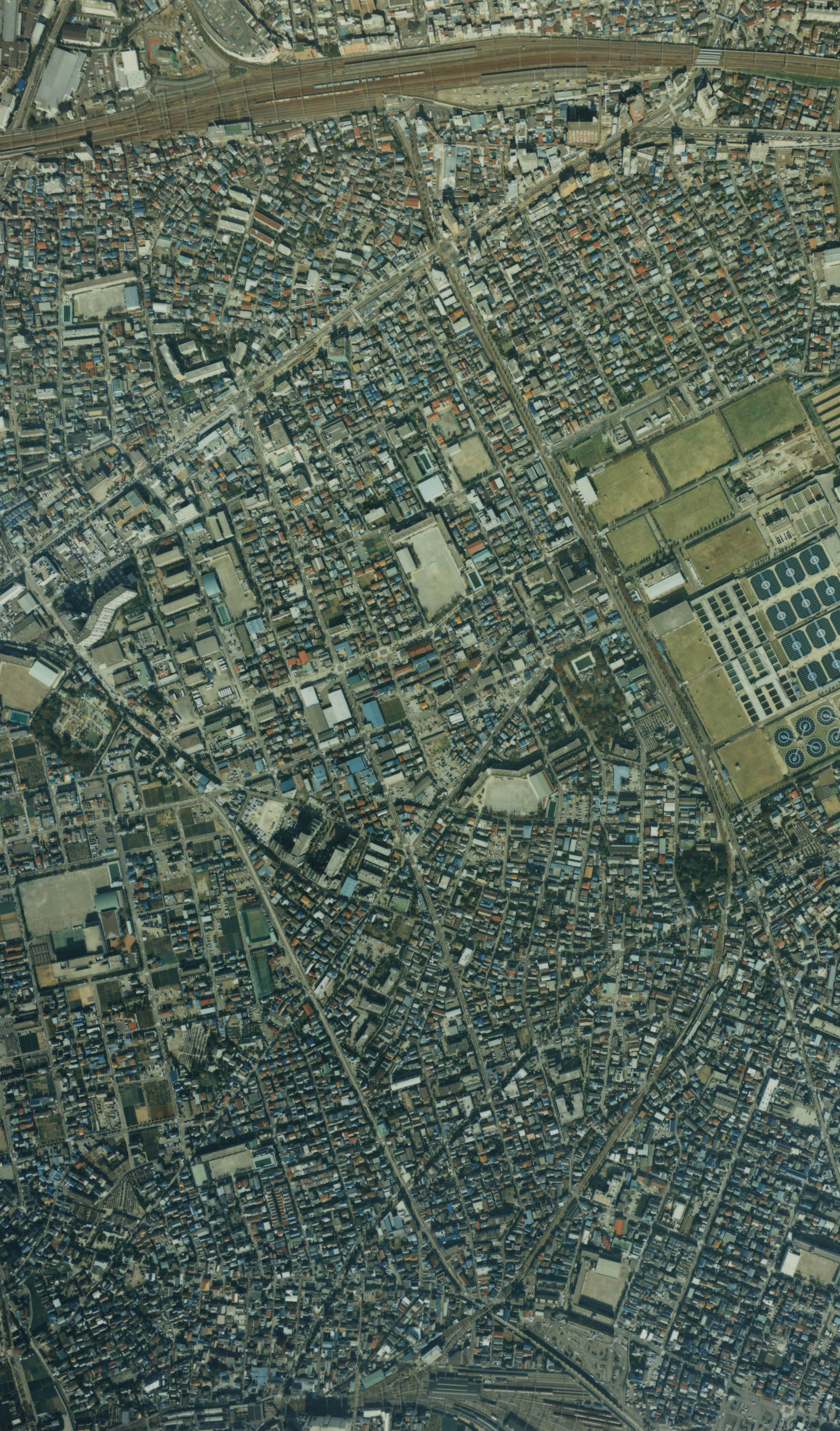
金町線の衛星写真画像。画像上が京成金町駅で、下が京成高砂駅となる。

金町線（かなまちせん）は、京成高砂駅と京成金町駅を結ぶ、京成電鉄の鉄道路線。全線が東京都葛飾区内を走行する。駅ナンバリングで使われる路線記号はKS。
営業キロ2.5 kmの路線で密集した住宅街に囲まれている。東京23区内の旅客営業路線では東武大師線・西武豊島線と同様、数少ない全線単線の路線である。唯一の中間駅である柴又駅は、「柴又帝釈天」「葛飾柴又寅さん記念館」「矢切の渡し」などの最寄駅であることから、地元住民の利用に加えて参拝客・観光客の利用も多い。短距離ながら本線・成田空港線（成田スカイアクセス線）・北総鉄道北総線と東日本旅客鉄道（JR東日本）常磐線を結び、両端の駅で都心方面と接続することから朝夕は上下方向共に通勤利用が多く混雑する。
柴又を舞台とする映画『男はつらいよ』シリーズでも、各作品中にこの路線が多く登場した。主演の渥美清死去後の1996年8月には「ありがとう寅さん」、1998年8月には「おかえり寅さん」のヘッドマーク付き電車が、2008年には映画『男はつらいよ』公開40周年を記念したラッピング電車が運行された。2010年7月5日より、葛飾区のPRとして『男はつらいよ』および『こちら葛飾区亀有公園前派出所』のラッピング電車が運行されていたが、ともに運行を終了している。

## 路線データ
- 路線距離：2.5 km
- 軌間：1435 mm
- 駅数：3駅（起終点駅含む）
- 複線区間：なし（全線単線）[注 1]
- 電化区間：全線（直流1500 V）
- 閉塞方式：自動閉塞式
- 保安装置：C-ATS（2010年7月3日に1号型ATSから変更）
- 最小曲線半径：160 m
- 最高速度：75 km/h[1]
- 車両基地：高砂検車区

## 運行形態
京成高砂駅付近の金町線高架化が完成した2010年7月5日に行われたダイヤ改正より、金町線は全列車が京成高砂駅 - 京成金町駅間の折り返し運行となり、京成高砂駅では他の路線と改札も分離した高架専用単式1面1線ホーム（5番線）を発着に使用し、平日朝夕は10分間隔、日中は15分間隔で運転されている。早朝・深夜をのぞいて、柴又駅で列車交換を行うダイヤとなっている。2012年10月21日のダイヤ改正時点では、平日ダイヤで89往復、土休日ダイヤで75往復が設定されている。高砂車庫への入出庫列車は京成金町駅発着となり、同駅 - 京成高砂駅（地上ホーム） - 高砂車庫の間を回送列車として運行する。
すべての列車が普通列車で、4両編成で運行される。
京成高砂駅の金町線高架化前は、日中は線内折り返しの普通列車が京成高砂駅の地上4番線ホーム（金町線専用ホームではなく、京成本線や北総線も使用）を利用して20分間隔、通勤・通学時間帯のラッシュ時は10分間隔で運行されていた。また、京成本線と直通し京成上野駅を発着する列車が設定されていた。そのほかに、少数ながら押上線と直通し押上駅を発着する列車の設定もあった。本線・押上線に直通する列車は、全区間にわたって各駅に停車する普通列車として運転された。

### 臨時列車
柴又帝釈天へのアクセス路線となっていることから、大晦日の終夜運転及び正月三が日の臨時列車運行が例年行われている。
現在他社線乗り入れはないが、1987年から1998年までの大晦日の終夜運転時に限り、京急本線横浜駅（1998年のみ京急逗子線新逗子駅）からの普通列車が都営浅草線・押上線を経由して京成金町駅まで4両編成で直通運転をしていた。長期にわたり運転をしていながら「金町」の方向幕を用意せず、サボを吸盤で先頭車に貼り付けていた。運行車両は京急旧1000形、1500形であった。また、1999年元旦には京急600形も充当され、京成金町駅からの折返しは羽田空港行の「エアポート初日号」（京急線内は快特）として運転された。
2009年の6月30日には青電塗装の3300形リバイバルカラー車両を用いた「京成創立100周年記念列車」が運行された。このときの種別は「特急」であったが金町線内は各駅に停車している。京成金町駅到着後は回送電車となり高砂検車区まで回送された。
2021年大晦日の終夜運転では押上駅 - 京成金町駅間を結ぶ普通列車が設定され、11年ぶりに本線・押上線への直通列車が運行された。2022年大晦日、2023年大晦日の終夜運転でも運行されている。この直通列車は京成高砂駅の地平ホーム（2・3番線）で乗降扱いを行い、柴又駅までは出入庫線を経由している。
金町線では、毎年1月の正月三が日と、7月の「葛飾納涼花火大会」で臨時列車を運転し、前者は日中10分間隔（2010年までは通常20分間隔、2011年は通常15分間隔）、後者は夜間10分間隔（通常は10 - 20分間隔）に増発される。

## 使用車両
- 3500形
京成車のほか、2013年5月より芝山鉄道所属の3500形も金町線で運行されている[4]。
- 3600形
4両化された3668編成が使用されている。なお1999年2月から5月頃にかけて、6月に6両化されるまで暫定的に入線していたことがある。

### 過去の使用車両
- 3300形

## 歴史

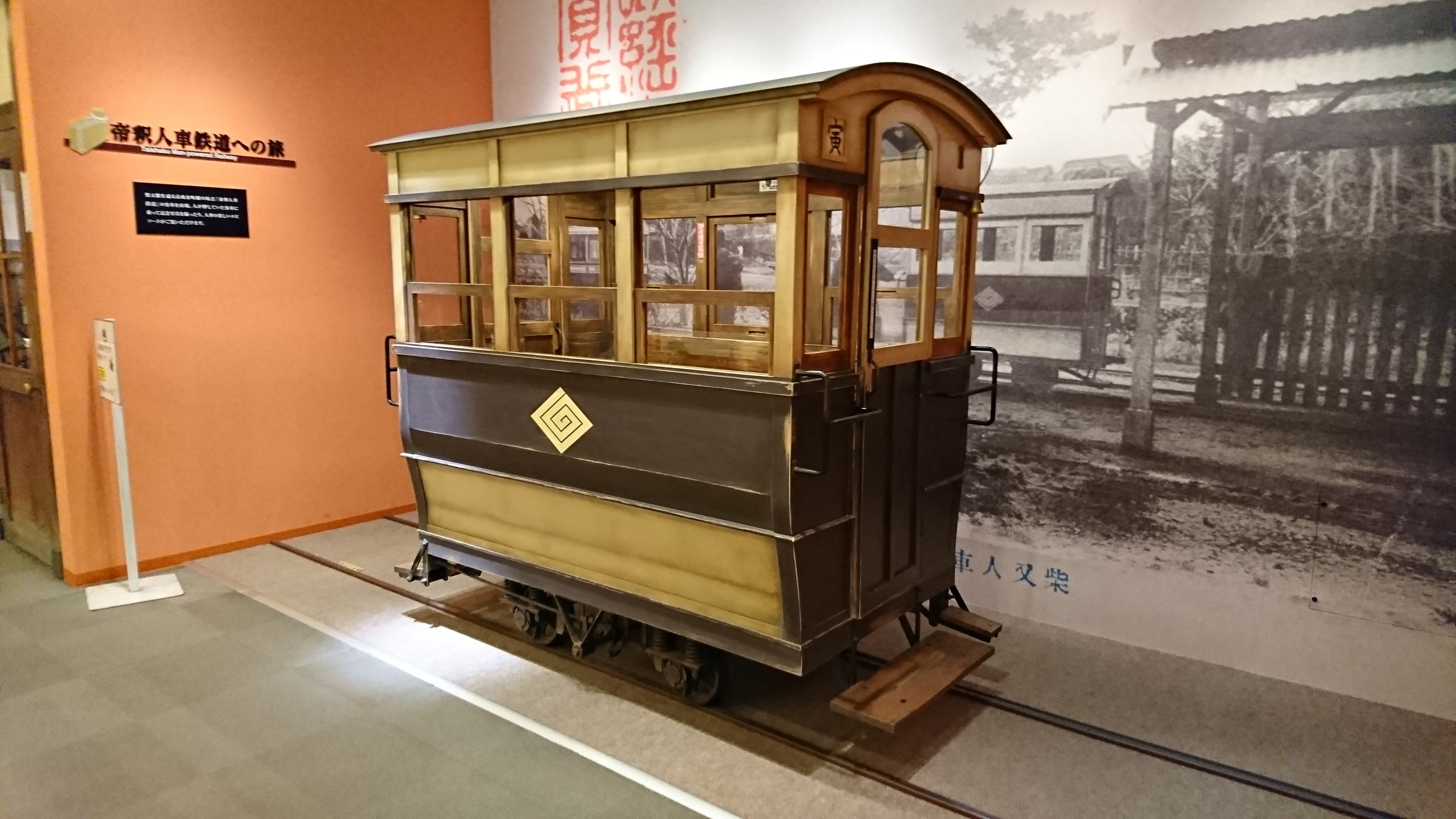
帝釈人車鉄道のレプリカ
（寅さん記念館所蔵）

金町線の起源は、柴又 - 金町間で人が車両を押して動かす人車軌道を運行していた帝釈人車鉄道である。1897年（明治30年）に日本鉄道により金町駅が開業し柴又帝釈天への参詣者が増加した。その交通の便を図ろうと1899年（明治32年）に帝釈人車鉄道が設立され、同年内に柴又 - 金町間で営業を開始した。線路は全線複線で、折り返しのため柴又駅・金町駅の終端部はループ線になっていた。客車は1両6人乗りで64両あり、通常1人で押していたという。1907年（明治40年）には帝釈人車軌道と社名を改めた。
1909年（明治42年）、成田山や柴又帝釈天の参詣客輸送を目的に、京成電気軌道（現在の京成電鉄）が設立された。京成電気軌道は、帝釈天を通り金町への路線を計画していたが、ルートの重なる帝釈人車軌道は、1912年（明治45年）に軌道特許を京成電気軌道へ譲渡した。
同年、京成電気軌道は後に押上線・本線の一部となる押上 - 市川（現在の江戸川）間と、支線として曲金（現在の京成高砂） - 柴又間を開業させた。翌1913年（大正2年）には柴又 - 金町間の人車の運行を終了し、単線電化で柴又 - 金町間を延伸して電車の運行を開始した。
2006年（平成18年）12月、京成電鉄は2010年（平成22年）7月の成田空港線開業に伴う踏切遮断時間増加防止策として、本線高架化を待たずに金町線のみ京成高砂駅付近を高架化する計画を発表した。高架化工事は2010年7月5日に完成した。

### 年表
- 1899年（明治32年）12月17日 - 帝釈人車鉄道（1907年（明治40年）から帝釈人車軌道）柴又 - 金町間開業。軌間610mm。
- 1912年（明治45年/大正元年）
  - 4月27日 - 帝釈人車軌道が京成電気軌道（1945年（昭和20年）から京成電鉄）に柴又 - 金町間の軌道特許を譲渡。
  - 11月3日 - 曲金 - 柴又間開業。当初より電化、軌間1372mm。
- 1913年（大正2年）
  - 6月26日 - 曲金駅を高砂駅に改称。
  - 10月21日 - 元・帝釈人車軌道の軌道が改築され、柴又 - 金町間開業。
- 1931年（昭和6年）11月18日 - 高砂駅を京成高砂駅、金町駅を京成金町駅に改称。
- 1945年（昭和20年）2月20日 - 全線を軌道法による軌道から地方鉄道法による鉄道に変更。
- 1959年（昭和34年）11月17日 - 全線を軌間1435mmに改軌。
- 2009年（平成21年）6月30日 - 京成創立100周年記念列車として3300形リバイバルカラー車による京成金町行臨時特急を運行。
- 2010年（平成22年）
  - 7月3日 - 4日 - 京成高砂駅付近高架化工事のため、京成高砂 - 柴又間を単線使用とする臨時ダイヤで運行。
  - 7月5日 京成高砂駅の金町線単式1面1線の高架ホーム（5番線）が供用開始され、列車運行上、全線単線化。同駅の金町線専用の改札も運用開始され、他の線と改札が分離。同時にダイヤ改正が行われ、全列車が線内折り返し運転となった。また、これまで朝夕ラッシュ時を除き金町線内は3駅間で1本の列車しか走行していなかったが、早朝深夜以外は2本の列車が走行するようになり、柴又駅ですれ違うようになった。
- 2022年（令和4年）11月26日 - 日中時間帯の列車にてワンマン運転を開始[6]。

## 駅一覧
- 全駅東京都葛飾区内に所在。
- 全列車全駅に停車する。
- 線路 … ◇：列車交換可、｜：列車交換不可

| 駅番号 | 駅名       | 駅間キロ | 累計キロ | 接続路線                                                               | 線路 |
| ------ | ---------- | -------- | -------- | ---------------------------------------------------------------------- | ---- |
| KS10   | 京成高砂駅 | -        | 0.0      | 京成電鉄： 本線・ 成田空港線（成田スカイアクセス線） 北総鉄道： 北総線 | ｜   |
| KS50   | 柴又駅     | 1.0      | 1.0      |                                                                        | ◇    |
| KS51   | 京成金町駅 | 1.5      | 2.5      | 東日本旅客鉄道： 常磐線（各駅停車）（金町駅:JL 21）                    | ｜   |